# Distretto di Sejny
Il distretto di Sejny (in polacco powiat sejneński), (Lituano: Seinų apskritis) è un distretto polacco appartenente al voivodato della Podlachia.

## Geografia antropica

### Suddivisioni amministrative
Il distretto comprende 5 comuni.
- Comuni urbani: Sejny
- Comuni rurali: Giby, Krasnopol, Puńsk, Sejny

Il comune rurale di Puńsk è l'unico comune della Polonia dove vige il bilinguismo polacco/lituano.